# Luna Fokke
Luna Fokke (Leidschendam, 9 maart 2001) is een Nederlands hockeyspeelster. In clubverband is ze actief als middenvelder bij HC Kampong. Sinds 2022 speelt Fokke voor de Nederlandse hockeyploeg.

## Biografie
Luna Fokke werd geboren in Leidschendam. Ze begon op zesjarige leeftijd met hockeyen bij HC Ypenburg. Na een korte periode bij HGC in Wassenaar, stapte Fokke over naar HC Kampong in Utrecht.
Fokke debuteerde in 2022 in de Nederlandse hockeyploeg in een Hockey Pro League 2012/22 wedstrijd tegen Engelse hockeyploeg. Daarvoor had ze alle jeugdselecties doorlopen. Met Jong Oranje won ze op het WK 2022 in Potchefstroom een gouden medaille. Op het EuroHockey junioren kampioenschap in Gent, won Fokke een bronzen medaille. In 2023 mocht Fokke voor haar land aantreden op het EK 2023 in Mönchengladbach, waarop ze voor haar land een gouden medaille won. In 2024 won Fokke opnieuw de Hockey Pro League met Nederland. Datzelfde jaar werd Fokke geselecteerd door bondscoach Paul van Ass voor de Olympische Spelen.

## Internationale erelijst
Hockey Pro League 2022/23
 Europees kampioenschap 2023
 Hockey Pro League 2023-24
 Olympische spelen 2024
 Hockey Pro League 2024-25
 Europees kampioenschap 2025
Felice Albers ·  
Joosje Burg  ·  
Pien Dicke ·  
Luna Fokke ·  
Yibbi Jansen ·  
Marleen Jochems ·  
Sanne Koolen ·  
Renée van Laarhoven ·  
Frédérique Matla ·  
Freeke Moes ·  
Laura Nunnink ·  
Lisa Post ·  
Pien Sanders ·  
Marijn Veen ·  
Anne Veenendaal (K) ·  
Maria Verschoor ·  
Xan de Waard  ·  
Coach: Paul van Ass